# 1985-ös Australian Open
Az 1985-ös Australian Open az év negyedik Grand Slam-tornája volt, november 25. és december 8. között rendezték meg Melbourne-ben. A férfiaknál a svéd Stefan Edberg, nőknél az amerikai Martina Navratilova nyert.

## Döntők

### Férfi egyes
Stefan Edberg -  Mats Wilander, 6-4, 6-3, 6-3

### Női egyes
Martina Navratilova -  Chris Evert, 6-2, 4-6, 6-2

### Férfi páros
Paul Annacone /  Christo van Rensburg -  Mark Edmondson /  Kim Warwick, 3-6, 7-6, 6-4, 6-4

### Női páros
Martina Navratilova /  Pam Shriver -  Claudia Kohde-Kilsch /  Helena Suková, 6-3, 6-4

### Vegyes páros
1970–1986 között nem rendezték meg.

## Juniorok

### Fiú egyéni
Shane Barr –  Stephen Furlong 7–6, 6–7, 6–3

### Lány egyéni
Jenny Byrne –  Louise Field 6–1, 6–3

### Fiú páros
Brett Custer /  David Macpherson –  Petr Korda /  Cyril Suk 7–5, 6–2

### Lány páros
Jenny Byrne /  Janine Thompson –  Sally McCann /  Alison Scott 6–0, 6–3